# Coppo di Marcovaldo
Coppo di Marcovaldo (actief ca. 1250-1276) was een Italiaanse kunstschilder uit Florence. Hij was een belangrijke vertegenwoordiger van de generatie Toscaanse meesters die voorafging aan Cimabue en Giotto. Hij was werkzaam in Florence, Siena en Pistoia.

## Leven en werk

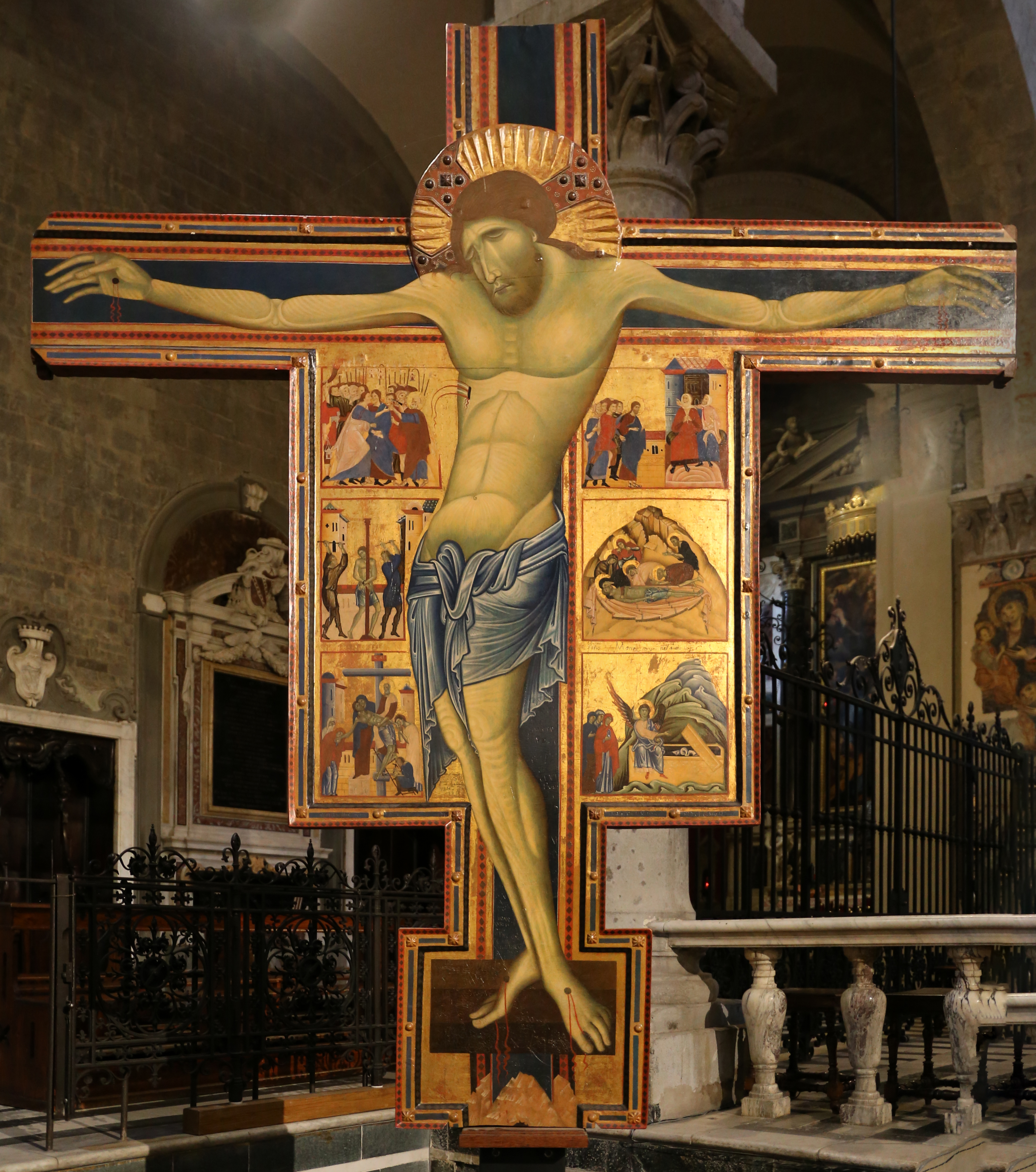
Kruisiging van San Zeno, Pistoia

Coppo di Marcovaldo was afkomstig uit de Popolo di San Lorenzo in Florence. Zijn geboortedatum is onbekend. Een document uit 1274 vermeldt dat hij op dat moment in Pistoia een opdracht uitvoerde met zijn zoon Salerno. Hij zal daarom op dat moment veertig tot vijftig jaar oud zijn geweest.
Het paneel met scènes uit de legende van de aartsengel Michaël uit circa 1255-1260, dat bewaard wordt in het Museo Giuliano Ghelli te San Casciano in Val di Pesa, wordt door sommige kunsthistorici aan Coppo toegeschreven en zou zijn oudste werk zijn. 

### In Siena
In 1260 nam hij deel aan de Slag bij Montaperti, waar hij gevangen werd genomen door het Siënese kamp, zoals blijkt uit een lijst van gevangenen in Siena. Hij wist zich vrij te kopen door een grote Madonna te schilderen, de Madonna del Bordone, die hij signeerde en 1261 dateerde. Dit is het enige bewaard gebleven werk dat met zekerheid aan hem kan worden toegeschreven. Het bevindt zich nog steeds in de kerk waarvoor het geschilderd was,  de Santa Maria dei Servi in Siena. Daarna bleef hij enkele jaren in Siena, waar hij ook de Kruisiging van San Gimignano schilderde.
Vanwege zijn verblijf in Siena werd hij in het verleden ten onrechte ingedeeld bij de Siënese school. De Madonna del Bordone werd aan het begin van de 14e eeuw deels overgeschilderd door een navolger van Duccio om het paneel aan te passen aan de toenmalige smaak, maar dankzij röntgenfoto's is de onderliggende laag zichtbaar gemaakt. Dit bracht de kenmerkende techniek van Coppo aan het licht, namelijk het gebruik van pasteuze, onderbroken, bijna gestippelde penseelstreken. Deze schilderwijze werd ook beoefend binnen de kring van Giunta Pisano en resulteerde in sterke licht-donkercontrasten door het naast elkaar plaatsen van schaduwen en hoge lichten met weinig vloeiende overgangen. 
In tegenstelling tot de strakke, geconcentreerde blikken in het werk van bijvoorbeeld Margaritone d'Arezzo kijkt het Christuskind van Coppo teder naar Zijn moeder, een motief dat de goddelijkheid vermenselijkt, maar ook de bezorgdheid symboliseert waarmee God (het Kind) kijkt naar de Kerk (vertegenwoordigd door Maria). Opvallend zijn de gouden accenten van de draperie, die een gevoel geven van het volume van het lichaam onder de kledingstukken.
Een soortgelijk werk, dat niet unaniem wordt toegeschreven aan Coppo, is de Maestà van Orvieto, waar meer dynamiek zichtbaar is in sommige details: de gouden lijnen op de kleding zijn beweeglijker en de kromming van de rugleuning van de Madonna is breder, waardoor bijna een coulisse ontstaat. Bovendien is de houding van de Madonna iets anders, wat meer gebogen, door de 'rusteloze' beweging van de benen van het kind.

### Terug in Florence
In 1265 wordt hij in de archieven vermeld als de eigenaar van een huis in de straat Borgo San Lorenzo in Florence. Datzelfde jaar was hij actief in Pistoia, waar hij blijkens rekeningen uit 1265 en 1269 fresco's maakte in de kapel van de heilige Jakobus (San Jacopo) in de kathedraal. Deze kapel is in 1786 afgebroken, waarbij de muurschilderingen verloren zijn gegaan.
Coppo leverde waarschijnlijk ook een bijdrage aan de mozaïekdecoratie van het baptisterium in Florence, waarvoor hij de kartons (ontwerptekeningen) maakte. Aan hem wordt het Laatste Oordeel toegeschreven, in het bijzonder het gedeelte met de hel, dat uit circa 1260-1270 stamt. Vooral de achtergronden die bestaan uit gekleurde strepen doen sterk denken aan de stijl van Coppo. Het in iconografisch opzicht uiterst rijke mozaïek is zeer vernieuwend en behoort tot de meesterwerken van de 13e eeuw. Dante Alighieri werd waarschijnlijk geïnspireerd door dit visioen bij de beschrijving van enkele scènes in de hel.
In 1274 zat zijn zoon Salerno in Pistoia in de gevangenis. De aartspriester en de kanunniken van de kathedraal zorgden ervoor dat hij zich vrij kon kopen door een boete te betalen met het salaris dat hij had ontvangen voor enkele opdrachten die hij met zijn vader had uitgevoerd. In het desbetreffende document volgt een lijst met vijf werken: het kruis dat zich nog ter plaatse bevindt en vier andere werken die verloren zijn gegaan, te weten een ander kruisbeeld voor het koor, twee panelen met de Madonna en de heilige Johannes, en een beeld van Sint-Michaël voor de gelijknamige kapel.
Het laatste document waarin Coppo di Marcovaldo genoemd wordt, dateert uit 1276. Het betreft de betaling voor het schilderen van een "solarium" boven het altaar en het koor van de kathedraal van Pistoia. Het is onbekend wat hiermee gebeurd is.

## Oeuvre
De volgende drie werken worden unaniem aan Coppo di Marcovaldo toegeschreven:
- Madonna del Bordone, gesigneerd, 1261, Santa Maria dei Servi, Siena
- Kruisiging van San Gimignano, Palazzo Comunale, San Gimignano
- Kruisiging van San Zeno, Kathedraal van Pistoia, Pistoia – met zijn zoon Salerno di Coppo

Sommige kunsthistorici voegen daar de volgende werken aan toe:
- Onderste register van de San Francesco Bardi, Cappella Bardi, Santa Croce, Florence – misschien een jeugdwerk
- Aartsengel Michaël en episodes uit zijn legende, ca. 1250-1260, tempera op paneel, Museo Giuliano Ghelli, San Casciano Val di Pesa, afkomstig uit de kerk Sant'Angelo a Vico l'Abate
- Het Laatste Oordel (de hel), mozaïek (ontwerp), Baptisterium, Florence
- Maestà van Orvieto, 1270 circa, Santa Maria dei Servi, Orvieto – ook toegeschreven aan Salerno di Coppo, de zoon van Coppo di Marcovaldo
- Sint-Franciscus, fresco (fragmenten), San Francesco, Pistoia.
- Gelaat van Christus, privéverzameling, Pesaro
- Maestà, Poesjkinmuseum, Moskou – misschien van een kunstenaar uit de omgeving van Coppo

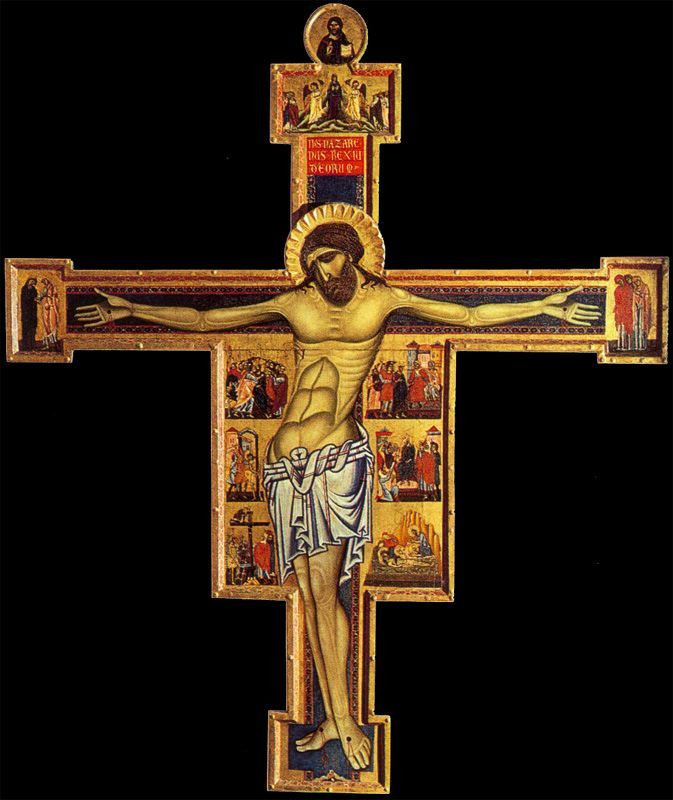
Kruisiging van San Gimignano
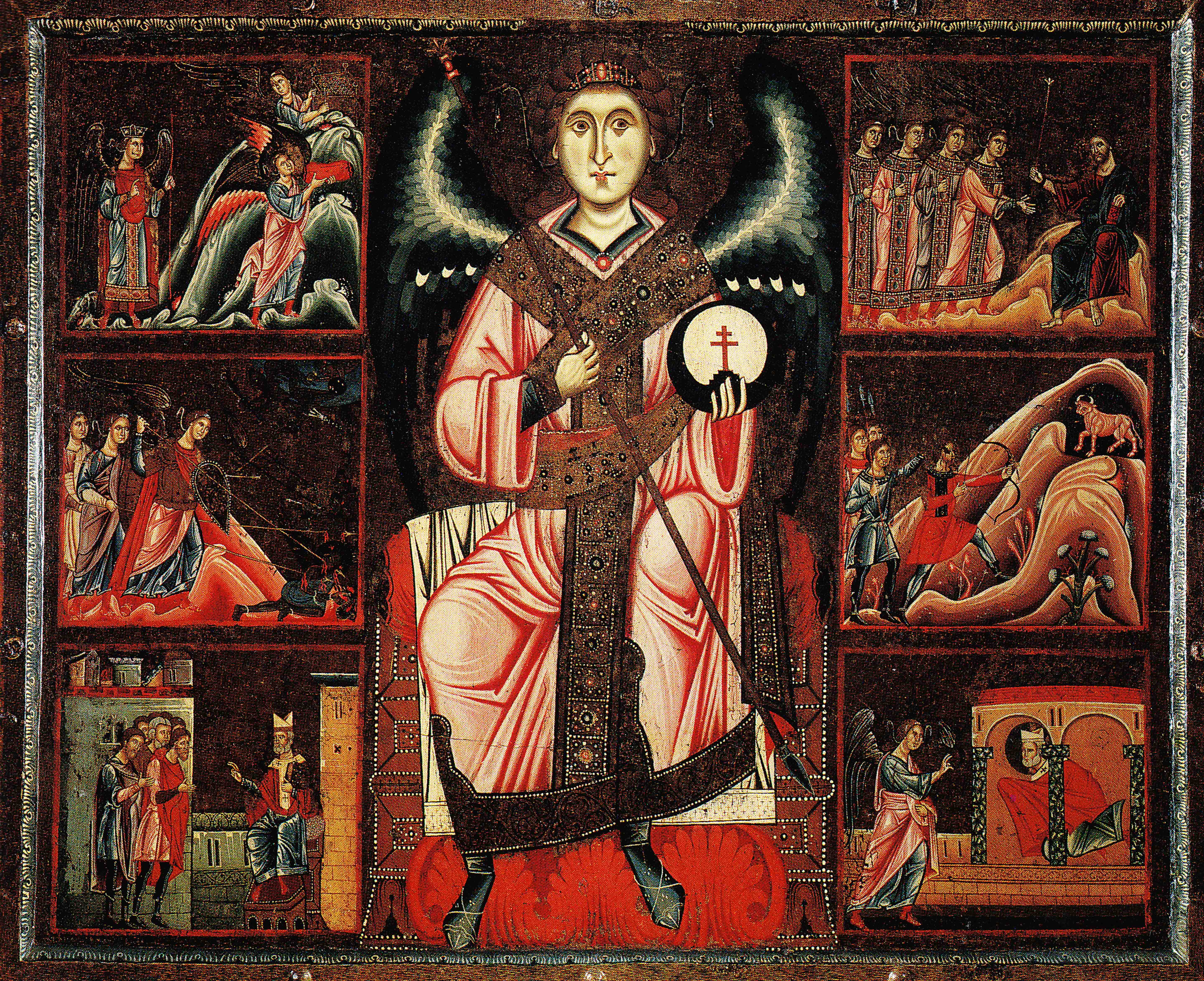
Aartsengel Michaël en episodes uit zijn legende, Museo Giuliano Ghelli, San Casciano Val di Pesa
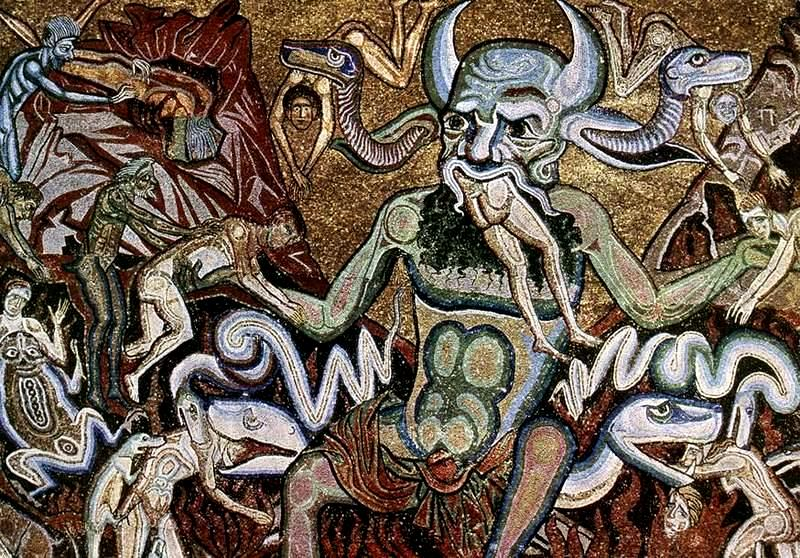
Het Laatste Oordel (de hel), Baptisterium van Florence
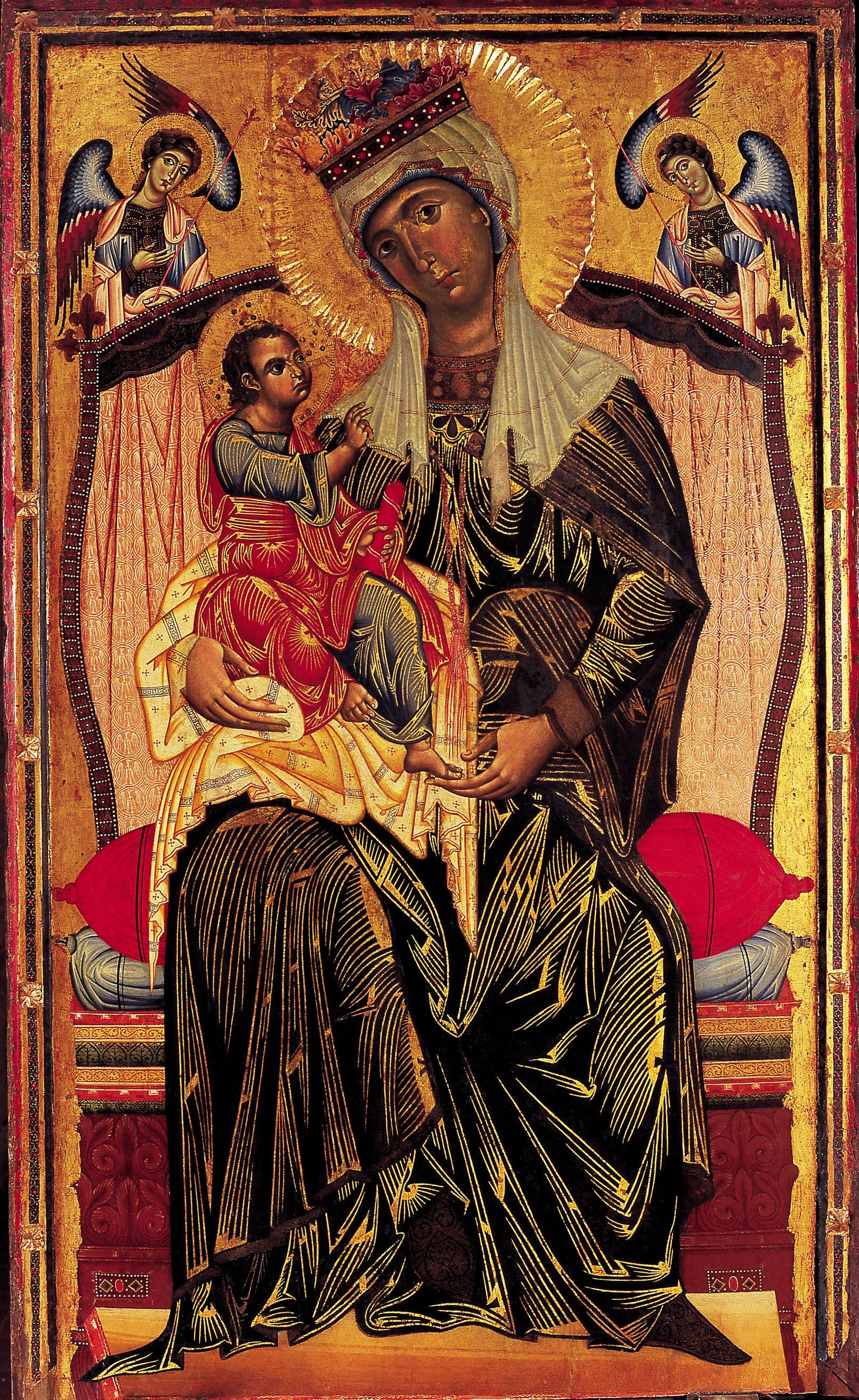
Maestà van Orvieto

## Verantwoording
- Dit artikel of een eerdere versie ervan is een (gedeeltelijke) vertaling van het artikel Coppo di Marcovaldo op de Italiaanstalige Wikipedia, dat onder de licentie Creative Commons Naamsvermelding/Gelijk delen valt. Zie de bewerkingsgeschiedenis aldaar.

- Gemeinsame Normdatei: 129072877
- Library of Congress Control Number: no2010088449
- RKD-Nederlands Instituut voor Kunstgeschiedenis: 18251
- Union List of Artist Names: 500115281
- Virtual International Authority File: 96537697